# Doruntinë Maloku
Doruntinë Maloku (ur. 17 września 1982 w Podujevie) – kosowska dziennikarka i polityczka.

## Życiorys
W latach 2002–2014 pracowała w Radio Televizioni i Kosovës. W wyniku wyborów parlamentarnych z 2014 roku uzyskała mandat do Zgromadzenia Kosowa, gdzie reprezentowała Demokratyczną Ligę Kosowa; skutecznie ubiegała się o reelekcję w latach wyborów parlamentarnych z 2017 roku i wyborów parlamentarnych z 2019 roku. Jednocześnie w 2015 roku ukończyła studia na Uniwersytecie Amerykańskim w Prisztinie.
W 2019 roku została członkinią prezydium Demokratycznej Ligi Kosowa.

## Życie prywatne
Córka dziennikarza Envera.